# Lista över fornlämningar i Gnesta kommun (Frustuna)
Lista över fornlämningar i Gnesta kommun (Frustuna) är en förteckning av ett urval av de fornlämningar som finns i Frustuna i Gnesta kommun.
| Namn                             | Lämningstyp                 | Tillkomsttid | Historisk indelning    | Plats          | Läge                 | ID-nr          | Bild                                      |
| -------------------------------- | --------------------------- | ------------ | ---------------------- | -------------- | -------------------- | -------------- | ----------------------------------------- |
| Frustuna 2:1                     | Stensättning                |              | Frustuna, Södermanland |                | 58.974281, 17.318363 | 10032300020001 | Ladda upp en bild av detta fornminne      |
| Frustuna 2:2                     | Stensättning                |              | Frustuna, Södermanland |                | 58.974142, 17.318637 | 10032300020002 | Ladda upp en bild av detta fornminne      |
| Frustuna 2:3                     | Stensättning                |              | Frustuna, Södermanland |                | 58.974297, 17.317640 | 10032300020003 | Ladda upp en bild av detta fornminne      |
| Frustuna 3:1                     | Hällristning                |              | Frustuna, Södermanland |                | 59.056178, 17.306916 | 10032300030001 | Ladda upp en bild av detta fornminne      |
| Frustuna 4:1                     | Gravfält                    |              | Frustuna, Södermanland |                | 58.986464, 17.286827 | 10032300040001 | Ladda upp en bild av detta fornminne      |
| Frustuna 6:1                     | Stensättning                |              | Frustuna, Södermanland |                | 58.980413, 17.327832 | 10032300060001 | Ladda upp en bild av detta fornminne      |
| Frustuna 7:1                     | Gravfält                    |              | Frustuna, Södermanland |                | 58.986234, 17.333109 | 10032300070001 | Ladda upp en bild av detta fornminne      |
| Frustuna 8:1                     | Stensättning                |              | Frustuna, Södermanland |                | 58.984209, 17.324076 | 10032300080001 | Ladda upp en bild av detta fornminne      |
| Frustuna 8:2                     | Stensättning                |              | Frustuna, Södermanland |                | 58.984374, 17.323705 | 10032300080002 | Ladda upp en bild av detta fornminne      |
| Frustuna 10:1                    | Stensättning                |              | Frustuna, Södermanland |                | 58.991669, 17.334883 | 10032300100001 | Ladda upp en bild av detta fornminne      |
| Frustuna 10:2                    | Stensättning                |              | Frustuna, Södermanland |                | 58.991398, 17.334904 | 10032300100002 | Ladda upp en bild av detta fornminne      |
| Frustuna 11:1                    | Stensättning                |              | Frustuna, Södermanland |                | 59.005213, 17.333799 | 10032300110001 | Ladda upp en bild av detta fornminne      |
| Frustuna 12:1                    | Stensättning                |              | Frustuna, Södermanland |                | 59.017298, 17.329576 | 10032300120001 | Ladda upp en bild av detta fornminne      |
| Frustuna 14:1                    | Stensättning                |              | Frustuna, Södermanland |                | 59.016385, 17.344781 | 10032300140001 | Ladda upp en bild av detta fornminne      |
| Frustuna 14:2                    | Stensättning                |              | Frustuna, Södermanland |                | 59.016491, 17.344131 | 10032300140002 | Ladda upp en bild av detta fornminne      |
| Frustuna 15:1                    | Gravfält                    |              | Frustuna, Södermanland |                | 59.016241, 17.341911 | 10032300150001 | Ladda upp en bild av detta fornminne      |
| Frustuna 16:1                    | Stensättning                |              | Frustuna, Södermanland |                | 59.016473, 17.340677 | 10032300160001 | Ladda upp en bild av detta fornminne      |
| Frustuna 17:1                    | Stensättning                |              | Frustuna, Södermanland |                | 59.016630, 17.339978 | 10032300170001 | Ladda upp en bild av detta fornminne      |
| Frustuna 17:2                    | Stensättning                |              | Frustuna, Södermanland |                | 59.016712, 17.339839 | 10032300170002 | Ladda upp en bild av detta fornminne      |
| Frustuna 18:1                    | Stensättning                |              | Frustuna, Södermanland |                | 59.004340, 17.326679 | 10032300180001 | Ladda upp en bild av detta fornminne      |
| Frustuna 19:1                    | Stensättning                |              | Frustuna, Södermanland |                | 59.012013, 17.327565 | 10032300190001 | Ladda upp en bild av detta fornminne      |
| Frustuna 20:1                    | Stensättning                |              | Frustuna, Södermanland |                | 59.011232, 17.344291 | 10032300200001 | Ladda upp en bild av detta fornminne      |
| Frustuna 21:1                    | Stensättning                |              | Frustuna, Södermanland |                | 59.001236, 17.343760 | 10032300210001 | Ladda upp en bild av detta fornminne      |
| Frustuna 21:3                    | Stensättning                |              | Frustuna, Södermanland |                | 59.001390, 17.343660 | 10032300210003 | Ladda upp en bild av detta fornminne      |
| Frustuna 22:1                    | Stensättning                |              | Frustuna, Södermanland |                | 58.992077, 17.332875 | 10032300220001 | Ladda upp en bild av detta fornminne      |
| Frustuna 22:2                    | Stensättning                |              | Frustuna, Södermanland |                | 58.991884, 17.331996 | 10032300220002 | Ladda upp en bild av detta fornminne      |
| Frustuna 23:1                    | Stensättning                |              | Frustuna, Södermanland |                | 58.990731, 17.333127 | 10032300230001 | Ladda upp en bild av detta fornminne      |
| Frustuna 24:1                    | Fornborg                    |              | Frustuna, Södermanland |                | 59.091961, 17.310923 | 10032300240001 | Ladda upp en bild av detta fornminne      |
| Frustuna 28:1                    | Röse                        |              | Frustuna, Södermanland |                | 59.044832, 17.299970 | 10032300280001 | Ladda upp en bild av detta fornminne      |
| Frustuna 29:1                    | Gravfält                    |              | Frustuna, Södermanland |                | 59.046503, 17.288827 | 10032300290001 | Ladda upp en bild av detta fornminne      |
| Frustuna 31:1                    | Gravfält                    |              | Frustuna, Södermanland |                | 59.044803, 17.292943 | 10032300310001 | Ladda upp en bild av detta fornminne      |
| Frustuna 34:1                    | Gravfält                    |              | Frustuna, Södermanland |                | 59.059560, 17.302188 | 10032300340001 | Ladda upp en bild av detta fornminne      |
| Sö 10 (Frustuna 35:1)            | Runristning                 |              | Frustuna, Södermanland | Frustuna kyrka | 59.058192, 17.307436 | 10032300350001 | Ladda upp en till bild av detta fornminne |
| Frustuna 36:1                    | Hög                         |              | Frustuna, Södermanland |                | 59.049014, 17.300369 | 10032300360001 | Ladda upp en bild av detta fornminne      |
| Frustuna 36:2                    | Stensättning                |              | Frustuna, Södermanland |                | 59.048928, 17.300498 | 10032300360002 | Ladda upp en bild av detta fornminne      |
| Frustuna 36:3                    | Stensättning                |              | Frustuna, Södermanland |                | 59.048863, 17.300376 | 10032300360003 | Ladda upp en bild av detta fornminne      |
| Frustuna 37:1                    | Gravfält                    |              | Frustuna, Södermanland |                | 59.050030, 17.294124 | 10032300370001 | Ladda upp en bild av detta fornminne      |
| Frustuna 38:1                    | Röse                        |              | Frustuna, Södermanland |                | 59.053326, 17.288744 | 10032300380001 | Ladda upp en bild av detta fornminne      |
| Frustuna 39:1                    | Stensättning                |              | Frustuna, Södermanland |                | 59.058039, 17.292401 | 10032300390001 | Ladda upp en bild av detta fornminne      |
| Frustuna 42:1                    | Hög                         |              | Frustuna, Södermanland |                | 59.058449, 17.293265 | 10032300420001 | Ladda upp en bild av detta fornminne      |
| Frustuna 45:1                    | Stensättning                |              | Frustuna, Södermanland |                | 59.040789, 17.298302 | 10032300450001 | Ladda upp en bild av detta fornminne      |
| Frustuna 46:1                    | Röse                        |              | Frustuna, Södermanland |                | 59.038097, 17.300756 | 10032300460001 | Ladda upp en bild av detta fornminne      |
| Frustuna 48:1                    | Stensättning                |              | Frustuna, Södermanland |                | 59.038975, 17.307109 | 10032300480001 | Ladda upp en bild av detta fornminne      |
| Frustuna 48:2                    | Stensättning                |              | Frustuna, Södermanland |                | 59.039094, 17.307044 | 10032300480002 | Ladda upp en bild av detta fornminne      |
| Frustuna 51:1                    | Stensättning                |              | Frustuna, Södermanland |                | 59.025716, 17.309422 | 10032300510001 | Ladda upp en bild av detta fornminne      |
| Borg (Frustuna 56:1)             | Fornborg                    |              | Frustuna, Södermanland |                | 59.030650, 17.337256 | 10032300560001 | Ladda upp en till bild av detta fornminne |
| Frustuna 57:1                    | Stensättning                |              | Frustuna, Södermanland |                | 59.040265, 17.298423 | 10032300570001 | Ladda upp en bild av detta fornminne      |
| Frustuna 58:1                    | Stensättning                |              | Frustuna, Södermanland |                | 59.064074, 17.298228 | 10032300580001 | Ladda upp en bild av detta fornminne      |
| Frustuna 58:2                    | Stensättning                |              | Frustuna, Södermanland |                | 59.064454, 17.298110 | 10032300580002 | Ladda upp en bild av detta fornminne      |
| Frustuna 59:3                    | Stensättning                |              | Frustuna, Södermanland |                | 59.064989, 17.295182 | 10032300590003 | Ladda upp en bild av detta fornminne      |
| Frustuna 60:1                    | Hög                         |              | Frustuna, Södermanland |                | 59.063414, 17.288407 | 10032300600001 | Ladda upp en bild av detta fornminne      |
| Frustuna 61:1                    | Gravfält                    |              | Frustuna, Södermanland |                | 59.063857, 17.292177 | 10032300610001 | Ladda upp en bild av detta fornminne      |
| Frustuna 62:1                    | Stensättning                |              | Frustuna, Södermanland |                | 59.065372, 17.288896 | 10032300620001 | Ladda upp en bild av detta fornminne      |
| Frustuna 62:2                    | Stensättning                |              | Frustuna, Södermanland |                | 59.065165, 17.289221 | 10032300620002 | Ladda upp en bild av detta fornminne      |
| Frustuna 62:3                    | Stensättning                |              | Frustuna, Södermanland |                | 59.065161, 17.289454 | 10032300620003 | Ladda upp en bild av detta fornminne      |
| Frustuna 64:1                    | Hög                         |              | Frustuna, Södermanland |                | 59.044128, 17.281888 | 10032300640001 | Ladda upp en bild av detta fornminne      |
| Frustuna 64:2                    | Stensättning                |              | Frustuna, Södermanland |                | 59.044008, 17.281974 | 10032300640002 | Ladda upp en bild av detta fornminne      |
| Frustuna 64:3                    | Stensättning                |              | Frustuna, Södermanland |                | 59.044049, 17.282193 | 10032300640003 | Ladda upp en bild av detta fornminne      |
| Frustuna 64:4                    | Stensättning                |              | Frustuna, Södermanland |                | 59.043993, 17.282373 | 10032300640004 | Ladda upp en bild av detta fornminne      |
| Frustuna 66:1                    | Gravfält                    |              | Frustuna, Södermanland |                | 59.045156, 17.283198 | 10032300660001 | Ladda upp en bild av detta fornminne      |
| Frustuna 67:1                    | Stensättning                |              | Frustuna, Södermanland |                | 59.048000, 17.285700 | 10032300670001 | Ladda upp en bild av detta fornminne      |
| Frustuna 68:1                    | Stensättning                |              | Frustuna, Södermanland |                | 59.050317, 17.261367 | 10032300680001 | Ladda upp en bild av detta fornminne      |
| Frustuna 69:1                    | Gravfält                    |              | Frustuna, Södermanland |                | 59.045978, 17.275487 | 10032300690001 | Ladda upp en bild av detta fornminne      |
| Frustuna 70:1                    | Stensättning                |              | Frustuna, Södermanland |                | 59.046842, 17.278160 | 10032300700001 | Ladda upp en bild av detta fornminne      |
| Frustuna 71:1                    | Gravfält                    |              | Frustuna, Södermanland |                | 59.045032, 17.272171 | 10032300710001 | Ladda upp en bild av detta fornminne      |
| Frustuna 72:1                    | Gravfält                    |              | Frustuna, Södermanland |                | 59.045709, 17.264406 | 10032300720001 | Ladda upp en bild av detta fornminne      |
| Frustuna 73:1                    | Gravfält                    |              | Frustuna, Södermanland |                | 59.044757, 17.263434 | 10032300730001 | Ladda upp en bild av detta fornminne      |
| Frustuna 74:1                    | Gravfält                    |              | Frustuna, Södermanland |                | 59.044398, 17.265114 | 10032300740001 | Ladda upp en bild av detta fornminne      |
| Frustuna 75:1                    | Stensättning                |              | Frustuna, Södermanland |                | 59.045036, 17.265851 | 10032300750001 | Ladda upp en bild av detta fornminne      |
| Frustuna 75:2                    | Stensättning                |              | Frustuna, Södermanland |                | 59.045197, 17.265517 | 10032300750002 | Ladda upp en bild av detta fornminne      |
| Frustuna 76:1                    | Stensättning                |              | Frustuna, Södermanland |                | 59.042038, 17.261932 | 10032300760001 | Ladda upp en bild av detta fornminne      |
| Frustuna 77:1                    | Röse                        |              | Frustuna, Södermanland |                | 59.043595, 17.258970 | 10032300770001 | Ladda upp en bild av detta fornminne      |
| Frustuna 77:2                    | Stensättning                |              | Frustuna, Södermanland |                | 59.043694, 17.259303 | 10032300770002 | Ladda upp en bild av detta fornminne      |
| Frustuna 78:1                    | Stensättning                |              | Frustuna, Södermanland |                | 59.043367, 17.274053 | 10032300780001 | Ladda upp en bild av detta fornminne      |
| Frustuna 79:1                    | Stensättning                |              | Frustuna, Södermanland |                | 59.041318, 17.268059 | 10032300790001 | Ladda upp en bild av detta fornminne      |
| Frustuna 80:1                    | Gravfält                    |              | Frustuna, Södermanland |                | 59.041645, 17.258590 | 10032300800001 | Ladda upp en bild av detta fornminne      |
| Frustuna 81:1                    | Stensättning                |              | Frustuna, Södermanland |                | 59.043320, 17.257509 | 10032300810001 | Ladda upp en bild av detta fornminne      |
| Frustuna 82:1                    | Stensättning                |              | Frustuna, Södermanland |                | 59.043301, 17.255287 | 10032300820001 | Ladda upp en bild av detta fornminne      |
| Frustuna 83:1                    | Stensättning                |              | Frustuna, Södermanland |                | 59.049278, 17.277370 | 10032300830001 | Ladda upp en bild av detta fornminne      |
| Frustuna 84:1                    | Stensättning                |              | Frustuna, Södermanland |                | 59.043541, 17.249036 | 10032300840001 | Ladda upp en bild av detta fornminne      |
| Frustuna 85:1                    | Stensättning                |              | Frustuna, Södermanland |                | 59.044651, 17.246582 | 10032300850001 | Ladda upp en bild av detta fornminne      |
| Frustuna 86:1                    | Stensättning                |              | Frustuna, Södermanland |                | 59.044030, 17.248289 | 10032300860001 | Ladda upp en bild av detta fornminne      |
| Frustuna 87:1                    | Stensättning                |              | Frustuna, Södermanland |                | 59.054830, 17.269268 | 10032300870001 | Ladda upp en bild av detta fornminne      |
| Frustuna 88:1                    | Stensättning                |              | Frustuna, Södermanland |                | 59.054901, 17.274906 | 10032300880001 | Ladda upp en bild av detta fornminne      |
| Frustuna 89:1                    | Hög                         |              | Frustuna, Södermanland |                | 59.054201, 17.273428 | 10032300890001 | Ladda upp en bild av detta fornminne      |
| Frustuna 90:1                    | Stensättning                |              | Frustuna, Södermanland |                | 59.053775, 17.272785 | 10032300900001 | Ladda upp en bild av detta fornminne      |
| Frustuna 91:1                    | Stensättning                |              | Frustuna, Södermanland |                | 59.051666, 17.271151 | 10032300910001 | Ladda upp en bild av detta fornminne      |
| Frustuna 92:1                    | Stensättning                |              | Frustuna, Södermanland |                | 59.052079, 17.250255 | 10032300920001 | Ladda upp en bild av detta fornminne      |
| Frustuna 92:2                    | Stensättning                |              | Frustuna, Södermanland |                | 59.052082, 17.249255 | 10032300920002 | Ladda upp en bild av detta fornminne      |
| Frustuna 92:3                    | Stensättning                |              | Frustuna, Södermanland |                | 59.052099, 17.250018 | 10032300920003 | Ladda upp en bild av detta fornminne      |
| Frustuna 93:1                    | Stensättning                |              | Frustuna, Södermanland |                | 59.051551, 17.249638 | 10032300930001 | Ladda upp en bild av detta fornminne      |
| Frustuna 94:1                    | Gravfält                    |              | Frustuna, Södermanland |                | 59.048191, 17.249921 | 10032300940001 | Ladda upp en bild av detta fornminne      |
| Frustuna 95:1                    | Gravfält                    |              | Frustuna, Södermanland |                | 59.053859, 17.239211 | 10032300950001 | Ladda upp en bild av detta fornminne      |
| Frustuna 96:1                    | Gravfält                    |              | Frustuna, Södermanland |                | 59.052487, 17.232870 | 10032300960001 | Ladda upp en bild av detta fornminne      |
| Frustuna 97:1                    | Gravfält                    |              | Frustuna, Södermanland |                | 59.053971, 17.233604 | 10032300970001 | Ladda upp en bild av detta fornminne      |
| Frustuna 99:1                    | Stensättning                |              | Frustuna, Södermanland |                | 59.054132, 17.209947 | 10032300990001 | Ladda upp en bild av detta fornminne      |
| Frustuna 100:1                   | Stensättning                |              | Frustuna, Södermanland |                | 59.053235, 17.217895 | 10032301000001 | Ladda upp en bild av detta fornminne      |
| Frustuna 100:2                   | Stensättning                |              | Frustuna, Södermanland |                | 59.052939, 17.217722 | 10032301000002 | Ladda upp en bild av detta fornminne      |
| Frustuna 101:1                   | Hög                         |              | Frustuna, Södermanland |                | 59.052073, 17.217688 | 10032301010001 | Ladda upp en bild av detta fornminne      |
| Frustuna 101:2                   | Stensättning                |              | Frustuna, Södermanland |                | 59.052113, 17.217529 | 10032301010002 | Ladda upp en bild av detta fornminne      |
| Frustuna 101:3                   | Stensättning                |              | Frustuna, Södermanland |                | 59.052006, 17.217491 | 10032301010003 | Ladda upp en bild av detta fornminne      |
| Frustuna 102:1                   | Stensättning                |              | Frustuna, Södermanland |                | 59.054701, 17.224376 | 10032301020001 | Ladda upp en bild av detta fornminne      |
| Frustuna 103:1                   | Stensättning                |              | Frustuna, Södermanland |                | 59.054076, 17.219104 | 10032301030001 | Ladda upp en bild av detta fornminne      |
| Frustuna 105:1                   | Grav markerad av sten/block |              | Frustuna, Södermanland |                | 59.055498, 17.234568 | 10032301050001 | Ladda upp en bild av detta fornminne      |
| Frustuna 105:2                   | Grav markerad av sten/block |              | Frustuna, Södermanland |                | 59.055393, 17.234458 | 10032301050002 | Ladda upp en bild av detta fornminne      |
| Frustuna 105:3                   | Grav markerad av sten/block |              | Frustuna, Södermanland |                | 59.055300, 17.234357 | 10032301050003 | Ladda upp en bild av detta fornminne      |
| Frustuna 107:1                   | Gravfält                    |              | Frustuna, Södermanland |                | 59.056766, 17.234285 | 10032301070001 | Ladda upp en bild av detta fornminne      |
| Frustuna 108:1                   | Stensättning                |              | Frustuna, Södermanland |                | 59.062290, 17.230286 | 10032301080001 | Ladda upp en bild av detta fornminne      |
| Frustuna 109:1                   | Gravfält                    |              | Frustuna, Södermanland |                | 59.060658, 17.216343 | 10032301090001 | Ladda upp en bild av detta fornminne      |
| Frustuna 111:1                   | Röse                        |              | Frustuna, Södermanland |                | 59.062326, 17.215849 | 10032301110001 | Ladda upp en bild av detta fornminne      |
| Frustuna 111:2                   | Stensättning                |              | Frustuna, Södermanland |                | 59.062342, 17.215563 | 10032301110002 | Ladda upp en bild av detta fornminne      |
| Frustuna 111:3                   | Stensättning                |              | Frustuna, Södermanland |                | 59.062514, 17.215369 | 10032301110003 | Ladda upp en bild av detta fornminne      |
| Frustuna 111:4                   | Stensättning                |              | Frustuna, Södermanland |                | 59.062409, 17.215222 | 10032301110004 | Ladda upp en bild av detta fornminne      |
| Frustuna 112:1                   | Gravfält                    |              | Frustuna, Södermanland |                | 59.061768, 17.217053 | 10032301120001 | Ladda upp en bild av detta fornminne      |
| Frustuna 113:1                   | Gravfält                    |              | Frustuna, Södermanland |                | 59.060524, 17.246961 | 10032301130001 | Ladda upp en bild av detta fornminne      |
| Frustuna 115:1                   | Gravfält                    |              | Frustuna, Södermanland |                | 59.035446, 17.232645 | 10032301150001 | Ladda upp en bild av detta fornminne      |
| Frustuna 116:1                   | Gravfält                    |              | Frustuna, Södermanland |                | 59.034531, 17.223452 | 10032301160001 | Ladda upp en bild av detta fornminne      |
| Frustuna 118:1                   | Gravfält                    |              | Frustuna, Södermanland |                | 59.024705, 17.209896 | 10032301180001 | Ladda upp en bild av detta fornminne      |
| Frustuna 119:1                   | Gravfält                    |              | Frustuna, Södermanland |                | 59.025149, 17.215050 | 10032301190001 | Ladda upp en bild av detta fornminne      |
| Frustuna 120:1                   | Gravfält                    |              | Frustuna, Södermanland |                | 59.033993, 17.244843 | 10032301200001 | Ladda upp en bild av detta fornminne      |
| Frustuna 122:1                   | Stensättning                |              | Frustuna, Södermanland |                | 59.031453, 17.250512 | 10032301220001 | Ladda upp en bild av detta fornminne      |
| Frustuna 123:1                   | Stensättning                |              | Frustuna, Södermanland |                | 59.038554, 17.252546 | 10032301230001 | Ladda upp en bild av detta fornminne      |
| Frustuna 123:2                   | Stensättning                |              | Frustuna, Södermanland |                | 59.038422, 17.252400 | 10032301230002 | Ladda upp en bild av detta fornminne      |
| Frustuna 125:1                   | Stensättning                |              | Frustuna, Södermanland |                | 59.061464, 17.231061 | 10032301250001 | Ladda upp en bild av detta fornminne      |
| Frustuna 126:1                   | Stensättning                |              | Frustuna, Södermanland |                | 59.060955, 17.234533 | 10032301260001 | Ladda upp en bild av detta fornminne      |
| Frustuna 127:1                   | Stensättning                |              | Frustuna, Södermanland |                | 59.060844, 17.241835 | 10032301270001 | Ladda upp en bild av detta fornminne      |
| Frustuna 128:1                   | Stensättning                |              | Frustuna, Södermanland |                | 59.062076, 17.243959 | 10032301280001 | Ladda upp en bild av detta fornminne      |
| Frustuna 129:1                   | Stensättning                |              | Frustuna, Södermanland |                | 59.035038, 17.283157 | 10032301290001 | Ladda upp en bild av detta fornminne      |
| Frustuna 130:1                   | Gravfält                    |              | Frustuna, Södermanland |                | 59.037630, 17.285700 | 10032301300001 | Ladda upp en bild av detta fornminne      |
| Frustuna 131:1                   | Gravfält                    |              | Frustuna, Södermanland |                | 59.040121, 17.282799 | 10032301310001 | Ladda upp en bild av detta fornminne      |
| Frustuna 132:1                   | Fornborg                    |              | Frustuna, Södermanland |                | 59.020266, 17.254301 | 10032301320001 | Ladda upp en bild av detta fornminne      |
| Frustuna 133:1                   | Stensättning                |              | Frustuna, Södermanland |                | 59.022628, 17.204184 | 10032301330001 | Ladda upp en bild av detta fornminne      |
| Frustuna 133:2                   | Stensättning                |              | Frustuna, Södermanland |                | 59.022718, 17.204571 | 10032301330002 | Ladda upp en bild av detta fornminne      |
| Frustuna 133:3                   | Stensättning                |              | Frustuna, Södermanland |                | 59.022186, 17.204170 | 10032301330003 | Ladda upp en bild av detta fornminne      |
| Frustuna 134:1                   | Stensättning                |              | Frustuna, Södermanland |                | 59.010722, 17.225830 | 10032301340001 | Ladda upp en bild av detta fornminne      |
| Frustuna 134:2                   | Stensättning                |              | Frustuna, Södermanland |                | 59.010487, 17.226151 | 10032301340002 | Ladda upp en bild av detta fornminne      |
| Frustuna 134:3                   | Stensättning                |              | Frustuna, Södermanland |                | 59.010291, 17.226250 | 10032301340003 | Ladda upp en bild av detta fornminne      |
| Frustuna 134:4                   | Stensättning                |              | Frustuna, Södermanland |                | 59.010099, 17.226537 | 10032301340004 | Ladda upp en bild av detta fornminne      |
| Frustuna 135:1                   | Stensättning                |              | Frustuna, Södermanland |                | 59.010384, 17.227729 | 10032301350001 | Ladda upp en bild av detta fornminne      |
| Frustuna 136:1                   | Gravfält                    |              | Frustuna, Södermanland |                | 59.015794, 17.234335 | 10032301360001 | Ladda upp en bild av detta fornminne      |
| Frustuna 137:1                   | Gravfält                    |              | Frustuna, Södermanland |                | 59.015295, 17.237163 | 10032301370001 | Ladda upp en bild av detta fornminne      |
| Frustuna 138:1                   | Stensättning                |              | Frustuna, Södermanland |                | 59.012087, 17.240715 | 10032301380001 | Ladda upp en bild av detta fornminne      |
| Frustuna 139:1                   | Stensättning                |              | Frustuna, Södermanland |                | 59.011623, 17.242841 | 10032301390001 | Ladda upp en bild av detta fornminne      |
| Frustuna 140:1                   | Stensättning                |              | Frustuna, Södermanland |                | 59.017687, 17.245236 | 10032301400001 | Ladda upp en bild av detta fornminne      |
| Frustuna 142:1                   | Stensättning                |              | Frustuna, Södermanland |                | 59.001970, 17.252895 | 10032301420001 | Ladda upp en bild av detta fornminne      |
| Frustuna 142:2                   | Gravhägnad                  |              | Frustuna, Södermanland |                | 59.001734, 17.253654 | 10032301420002 | Ladda upp en bild av detta fornminne      |
| Frustuna 143:1                   | Stensättning                |              | Frustuna, Södermanland |                | 59.005981, 17.239246 | 10032301430001 | Ladda upp en bild av detta fornminne      |
| Frustuna 144:1                   | Stensättning                |              | Frustuna, Södermanland |                | 59.006318, 17.233266 | 10032301440001 | Ladda upp en bild av detta fornminne      |
| Frustuna 145:1                   | Stensättning                |              | Frustuna, Södermanland |                | 59.002874, 17.230340 | 10032301450001 | Ladda upp en bild av detta fornminne      |
| Frustuna 145:2                   | Stensättning                |              | Frustuna, Södermanland |                | 59.002878, 17.230576 | 10032301450002 | Ladda upp en bild av detta fornminne      |
| Frustuna 145:3                   | Gravhägnad                  |              | Frustuna, Södermanland |                | 59.002704, 17.230235 | 10032301450003 | Ladda upp en bild av detta fornminne      |
| Frustuna 146:1                   | Stensättning                |              | Frustuna, Södermanland |                | 59.003931, 17.238920 | 10032301460001 | Ladda upp en bild av detta fornminne      |
| Frustuna 146:2                   | Stensättning                |              | Frustuna, Södermanland |                | 59.004080, 17.238657 | 10032301460002 | Ladda upp en bild av detta fornminne      |
| Frustuna 148:1                   | Röse                        |              | Frustuna, Södermanland |                | 59.063967, 17.219672 | 10032301480001 | Ladda upp en bild av detta fornminne      |
| Frustuna 148:2                   | Röse                        |              | Frustuna, Södermanland |                | 59.063598, 17.219447 | 10032301480002 | Ladda upp en bild av detta fornminne      |
| Frustuna 150:1                   | Gravfält                    |              | Frustuna, Södermanland |                | 59.062658, 17.256602 | 10032301500001 | Ladda upp en bild av detta fornminne      |
| Frustuna 151:1                   | Grav- och boplatsområde     |              | Frustuna, Södermanland |                | 59.063003, 17.247427 | 10032301510001 | Ladda upp en bild av detta fornminne      |
| Frustuna 152:1                   | Stensättning                |              | Frustuna, Södermanland |                | 59.065333, 17.248231 | 10032301520001 | Ladda upp en bild av detta fornminne      |
| Frustuna 153:1                   | Stensättning                |              | Frustuna, Södermanland |                | 59.065390, 17.247513 | 10032301530001 | Ladda upp en bild av detta fornminne      |
| Frustuna 154:1                   | Stensättning                |              | Frustuna, Södermanland |                | 59.065180, 17.246485 | 10032301540001 | Ladda upp en bild av detta fornminne      |
| Frustuna 154:2                   | Stensättning                |              | Frustuna, Södermanland |                | 59.065299, 17.246278 | 10032301540002 | Ladda upp en bild av detta fornminne      |
| Frustuna 156:1                   | Stensättning                |              | Frustuna, Södermanland |                | 59.064633, 17.238857 | 10032301560001 | Ladda upp en bild av detta fornminne      |
| Frustuna 157:1                   | Stensättning                |              | Frustuna, Södermanland |                | 59.065426, 17.249713 | 10032301570001 | Ladda upp en bild av detta fornminne      |
| Frustuna 158:1                   | Stensättning                |              | Frustuna, Södermanland |                | 59.063433, 17.257876 | 10032301580001 | Ladda upp en bild av detta fornminne      |
| Frustuna 159:1                   | Gravfält                    |              | Frustuna, Södermanland |                | 59.062376, 17.285092 | 10032301590001 | Ladda upp en bild av detta fornminne      |
| Frustuna 160:1                   | Stensättning                |              | Frustuna, Södermanland |                | 59.066567, 17.277647 | 10032301600001 | Ladda upp en bild av detta fornminne      |
| Frustuna 160:2                   | Stensättning                |              | Frustuna, Södermanland |                | 59.066787, 17.277462 | 10032301600002 | Ladda upp en bild av detta fornminne      |
| Frustuna 161:1                   | Fornborg                    |              | Frustuna, Södermanland |                | 59.069701, 17.259026 | 10032301610001 | Ladda upp en bild av detta fornminne      |
| Frustuna 162:1                   | Stensättning                |              | Frustuna, Södermanland |                | 59.064537, 17.264307 | 10032301620001 | Ladda upp en bild av detta fornminne      |
| Frustuna 162:2                   | Stensättning                |              | Frustuna, Södermanland |                | 59.064753, 17.264655 | 10032301620002 | Ladda upp en bild av detta fornminne      |
| Frustuna 162:3                   | Stensättning                |              | Frustuna, Södermanland |                | 59.065133, 17.264706 | 10032301620003 | Ladda upp en bild av detta fornminne      |
| Frustuna 163:1                   | Stensättning                |              | Frustuna, Södermanland |                | 59.066093, 17.266136 | 10032301630001 | Ladda upp en bild av detta fornminne      |
| Frustuna 164:1                   | Stensättning                |              | Frustuna, Södermanland |                | 59.063641, 17.275668 | 10032301640001 | Ladda upp en bild av detta fornminne      |
| Frustuna 165:1                   | Gravfält                    |              | Frustuna, Södermanland |                | 59.062939, 17.277795 | 10032301650001 | Ladda upp en bild av detta fornminne      |
| Frustuna 166:1                   | Stensättning                |              | Frustuna, Södermanland |                | 58.996907, 17.206085 | 10032301660001 | Ladda upp en bild av detta fornminne      |
| Frustuna 167:1                   | Fornborg                    |              | Frustuna, Södermanland |                | 58.979161, 17.245780 | 10032301670001 | Ladda upp en bild av detta fornminne      |
| Frustuna 168:1                   | Stensättning                |              | Frustuna, Södermanland |                | 59.053782, 17.220555 | 10032301680001 | Ladda upp en bild av detta fornminne      |
| Frustuna 168:2                   | Stensättning                |              | Frustuna, Södermanland |                | 59.053787, 17.220113 | 10032301680002 | Ladda upp en bild av detta fornminne      |
| Frustuna 169:1                   | Stensättning                |              | Frustuna, Södermanland |                | 59.044756, 17.264663 | 10032301690001 | Ladda upp en bild av detta fornminne      |
| Frustuna 171:1                   | Stensättning                |              | Frustuna, Södermanland |                | 59.064585, 17.260177 | 10032301710001 | Ladda upp en bild av detta fornminne      |
| Frustuna 171:2                   | Stensättning                |              | Frustuna, Södermanland |                | 59.064731, 17.260022 | 10032301710002 | Ladda upp en bild av detta fornminne      |
| Frustuna 172:1                   | Stensättning                |              | Frustuna, Södermanland |                | 59.066975, 17.254013 | 10032301720001 | Ladda upp en bild av detta fornminne      |
| Frustuna 173:1                   | Stensättning                |              | Frustuna, Södermanland |                | 59.065562, 17.252626 | 10032301730001 | Ladda upp en bild av detta fornminne      |
| Frustuna 175:1                   | Stensättning                |              | Frustuna, Södermanland |                | 59.023259, 17.206268 | 10032301750001 | Ladda upp en bild av detta fornminne      |
| Frustuna 175:2                   | Stensättning                |              | Frustuna, Södermanland |                | 59.023117, 17.206233 | 10032301750002 | Ladda upp en bild av detta fornminne      |
| Frustuna 178:1                   | Hög                         |              | Frustuna, Södermanland |                | 59.014841, 17.237631 | 10032301780001 | Ladda upp en bild av detta fornminne      |
| Frustuna 179:1                   | Gravfält                    |              | Frustuna, Södermanland |                | 59.012779, 17.244480 | 10032301790001 | Ladda upp en bild av detta fornminne      |
| Frustuna 180:1                   | Stensättning                |              | Frustuna, Södermanland |                | 58.966653, 17.330081 | 10032301800001 | Ladda upp en bild av detta fornminne      |
| Frustuna 181:1                   | Stensättning                |              | Frustuna, Södermanland |                | 58.966152, 17.328969 | 10032301810001 | Ladda upp en bild av detta fornminne      |
| Frustuna 182:1                   | Husgrund, historisk tid     |              | Frustuna, Södermanland |                | 59.035567, 17.328602 | 10032301820001 | Ladda upp en bild av detta fornminne      |
| Frustuna 186:1                   | Stensättning                |              | Frustuna, Södermanland |                | 58.978772, 17.331881 | 10032301860001 | Ladda upp en bild av detta fornminne      |
| Frustuna 187:1                   | Gravfält                    |              | Frustuna, Södermanland |                | 58.979522, 17.331701 | 10032301870001 | Ladda upp en bild av detta fornminne      |
| Frustuna 194:1                   | Hällristning                |              | Frustuna, Södermanland |                | 58.992509, 17.326499 | 10032301940001 | Ladda upp en bild av detta fornminne      |
| Frustuna 199:1                   | Stensättning                |              | Frustuna, Södermanland |                | 59.020151, 17.315035 | 10032301990001 | Ladda upp en bild av detta fornminne      |
| Frustuna 199:2                   | Stensättning                |              | Frustuna, Södermanland |                | 59.019788, 17.315215 | 10032301990002 | Ladda upp en bild av detta fornminne      |
| Frustuna 200:1                   | Stensättning                |              | Frustuna, Södermanland |                | 59.034827, 17.291974 | 10032302000001 | Ladda upp en bild av detta fornminne      |
| Frustuna 200:2                   | Stensättning                |              | Frustuna, Södermanland |                | 59.034755, 17.292135 | 10032302000002 | Ladda upp en bild av detta fornminne      |
| Frustuna 202:1                   | Stensättning                |              | Frustuna, Södermanland |                | 59.060092, 17.238113 | 10032302020001 | Ladda upp en bild av detta fornminne      |
| Frustuna 202:2                   | Stensättning                |              | Frustuna, Södermanland |                | 59.060050, 17.238376 | 10032302020002 | Ladda upp en bild av detta fornminne      |
| Frustuna 203:1                   | Stensättning                |              | Frustuna, Södermanland |                | 59.060873, 17.237248 | 10032302030001 | Ladda upp en bild av detta fornminne      |
| Frustuna 203:2                   | Stensättning                |              | Frustuna, Södermanland |                | 59.060727, 17.237302 | 10032302030002 | Ladda upp en bild av detta fornminne      |
| Frustuna 205:1                   | Stensättning                |              | Frustuna, Södermanland |                | 59.061578, 17.241069 | 10032302050001 | Ladda upp en bild av detta fornminne      |
| Frustuna 206:1                   | Hällristning                |              | Frustuna, Södermanland |                | 59.060503, 17.254391 | 10032302060001 | Ladda upp en bild av detta fornminne      |
| Frustuna 209:1                   | Hällristning                |              | Frustuna, Södermanland |                | 59.049958, 17.259539 | 10032302090001 | Ladda upp en bild av detta fornminne      |
| Frustuna 209:2                   | Hällristning                |              | Frustuna, Södermanland |                | 59.049926, 17.259562 | 10032302090002 | Ladda upp en bild av detta fornminne      |
| Frustuna 210:1                   | Stensättning                |              | Frustuna, Södermanland |                | 59.061380, 17.245083 | 10032302100001 | Ladda upp en bild av detta fornminne      |
| Frustuna 211:1                   | Stensättning                |              | Frustuna, Södermanland |                | 59.045474, 17.269798 | 10032302110001 | Ladda upp en bild av detta fornminne      |
| Frustuna 213:1                   | Stensättning                |              | Frustuna, Södermanland |                | 59.046790, 17.275532 | 10032302130001 | Ladda upp en bild av detta fornminne      |
| Frustuna 213:2                   | Stensättning                |              | Frustuna, Södermanland |                | 59.046901, 17.275595 | 10032302130002 | Ladda upp en bild av detta fornminne      |
| Frustuna 216:1                   | Stensättning                |              | Frustuna, Södermanland |                | 59.009492, 17.229157 | 10032302160001 | Ladda upp en bild av detta fornminne      |
| Frustuna 218:1                   | Stensättning                |              | Frustuna, Södermanland |                | 59.003887, 17.229527 | 10032302180001 | Ladda upp en bild av detta fornminne      |
| Frustuna 218:2                   | Gravhägnad                  |              | Frustuna, Södermanland |                | 59.003609, 17.229655 | 10032302180002 | Ladda upp en bild av detta fornminne      |
| Lundby skans (Frustuna 220:1)    | Fornborg                    |              | Frustuna, Södermanland |                | 58.991808, 17.195826 | 10032302200001 | Ladda upp en bild av detta fornminne      |
| Frustuna 223:1                   | Fornborg                    |              | Frustuna, Södermanland |                | 58.989405, 17.279428 | 10032302230001 | Ladda upp en bild av detta fornminne      |
| Frustuna 227:1                   | Stensättning                |              | Frustuna, Södermanland |                | 59.045903, 17.225144 | 10032302270001 | Ladda upp en bild av detta fornminne      |
| Frustuna 228:1                   | Stensättning                |              | Frustuna, Södermanland |                | 59.044639, 17.238063 | 10032302280001 | Ladda upp en bild av detta fornminne      |
| Sö 366 (Frustuna 230:1)          | Runristning                 |              | Frustuna, Södermanland | Yttervalla     | 59.061369, 17.269370 | 10032302300001 | Ladda upp en bild av detta fornminne      |
| Sö 366 (Frustuna 230:2)          | Runristning                 |              | Frustuna, Södermanland | Yttervalla     | 59.061410, 17.269366 | 10032302300002 | Ladda upp en bild av detta fornminne      |
| Frustuna 234:1                   | Stensättning                |              | Frustuna, Södermanland |                | 59.004439, 17.236632 | 10032302340001 | Ladda upp en bild av detta fornminne      |
| Frustuna 235:1                   | Stensättning                |              | Frustuna, Södermanland |                | 59.004907, 17.237855 | 10032302350001 | Ladda upp en bild av detta fornminne      |
| Frustuna 236:1                   | Stensättning                |              | Frustuna, Södermanland |                | 59.009392, 17.227169 | 10032302360001 | Ladda upp en bild av detta fornminne      |
| Frustuna 240:1                   | Hällristning                |              | Frustuna, Södermanland |                | 59.063327, 17.252691 | 10032302400001 | Ladda upp en bild av detta fornminne      |
| Frustuna 240:2                   | Hällristning                |              | Frustuna, Södermanland |                | 59.063328, 17.252357 | 10032302400002 | Ladda upp en bild av detta fornminne      |
| Frustuna 241:1                   | Hällristning                |              | Frustuna, Södermanland |                | 59.041282, 17.265013 | 10032302410001 | Ladda upp en bild av detta fornminne      |
| Frustuna 242:1                   | Hällristning                |              | Frustuna, Södermanland |                | 59.041408, 17.265980 | 10032302420001 | Ladda upp en bild av detta fornminne      |
| Frustuna 243:1                   | Hällristning                |              | Frustuna, Södermanland |                | 59.042146, 17.262601 | 10032302430001 | Ladda upp en bild av detta fornminne      |
| Frustuna 250:1                   | Stensättning                |              | Frustuna, Södermanland |                | 59.034550, 17.303112 | 10032302500001 | Ladda upp en bild av detta fornminne      |
| Frustuna 261:1                   | Stensättning                |              | Frustuna, Södermanland |                | 59.019309, 17.234526 | 10032302610001 | Ladda upp en bild av detta fornminne      |
| Frustuna 263                     | Hällristning                |              | Frustuna, Södermanland |                | 59.050491, 17.290992 | 12000000007721 | Ladda upp en bild av detta fornminne      |
| Stampartäppan (Frustuna 272)     | Lägenhetsbebyggelse         |              | Frustuna, Södermanland |                | 58.991081, 17.275002 | 12000000072467 | Ladda upp en bild av detta fornminne      |
| Ekebys soldattorp (Frustuna 292) | Lägenhetsbebyggelse         |              | Frustuna, Södermanland |                | 59.033788, 17.263167 | 12000000072907 | Ladda upp en bild av detta fornminne      |
| Gåsinge-Dillnäs 506:1            | Grav- och boplatsområde     |              | Frustuna, Södermanland |                | 59.070141, 17.286695 | 10032705060001 | Ladda upp en bild av detta fornminne      |